# Manfred Bieler
Manfred Bieler (* 3. Juli 1934 in Zerbst; † 23. April 2002 in München) war ein deutscher Schriftsteller, Hörspiel- und Fernsehspielautor.

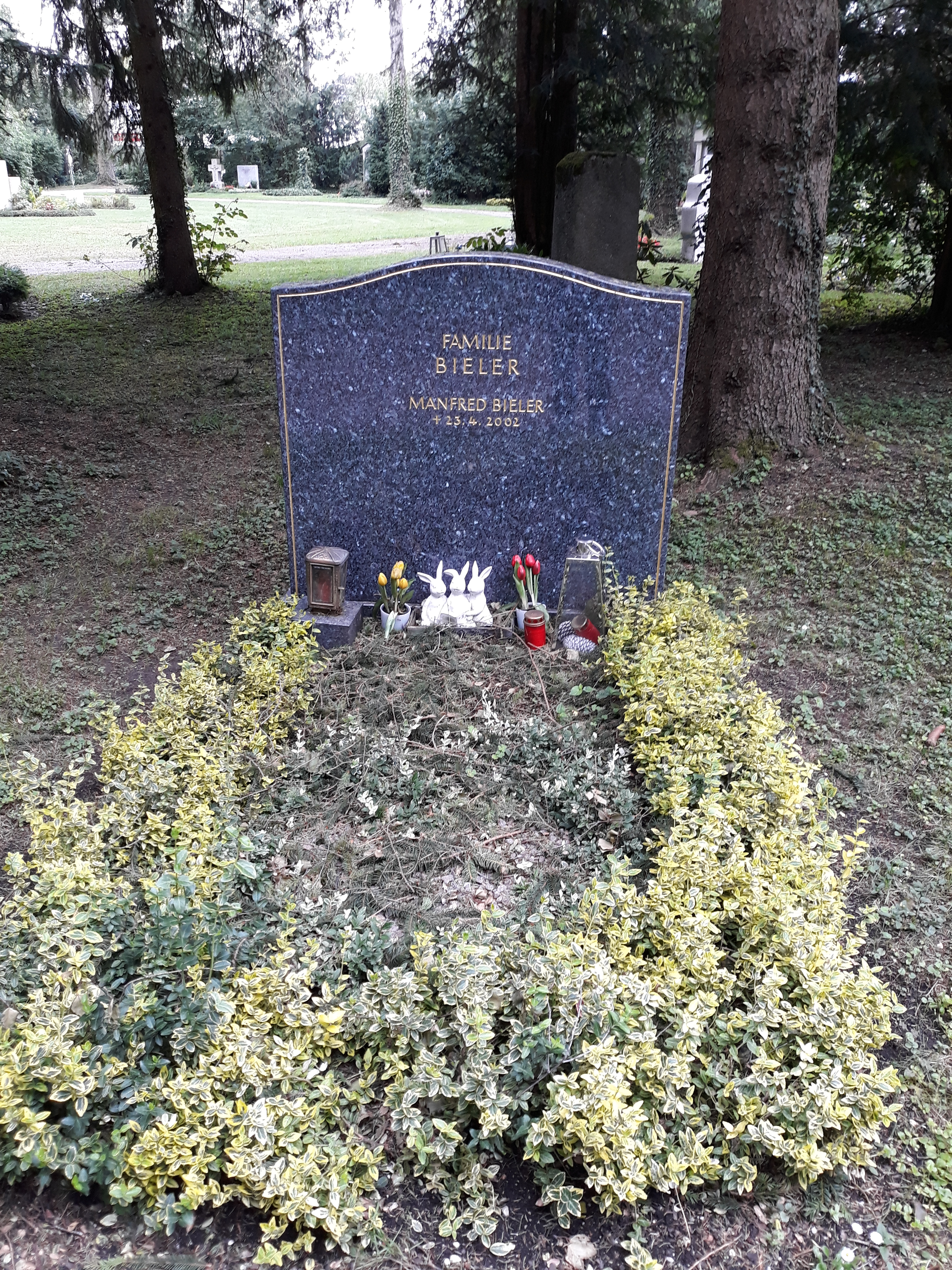
Das Grab von Manfred Bieler auf dem Friedhof Obermenzing in München. Vor dem Grabstein befinden sich Kaninchenfiguren.

## Leben
Nach dem Abitur am Philanthropinum Dessau studierte Bieler Germanistik an der Humboldt-Universität Berlin. Für die Erzählung Der Vogelherd erhielt er 1955 den Preis der Weltfestspiele der Jugend und Studenten in Warschau. 1956 bis 1957 war er wissenschaftlicher Mitarbeiter des Deutschen Schriftstellerverbandes. 1956 setzte er sich gemeinsam mit Heinz Kahlau, Manfred Streubel und Jens Gerlach für mehr kulturellen Spielraum in der DDR ein. Nachdem er im Neuen Deutschland der Zugehörigkeit zu einer Gruppe um Ernst Bloch und Hans Mayer beschuldigt worden war, wurde er aus dem Schriftstellerverband ausgeschlossen.
Bieler unternahm danach ausgedehnte Reisen durch Europa und bis nach Neufundland. Mit seinem Freund Johannes Bobrowski gründete er 1962 scherzhaft den Neuen Friedrichshagener Dichterkreis. In einer besonders produktiven Zusammenarbeit mit dem Hörspieldramaturgen Wolfgang Beck entstanden bis Mitte der sechziger Jahre für den Rundfunk der DDR in dichter Folge eine ganze Reihe von auch international erfolgreichen Original-Hörspielen. 1965 heiratete er eine Tschechin und siedelte nach Prag über. Sein Theaterstück Zaza, das der Volksbühne Berlin eingereicht wurde, brachte ihm heftige Kritik des Politbüros des Zentralkomitees der SED ein. Dem nach Manfred Bielers Szenarium gedrehten DEFA-Film Das Kaninchen bin ich – Regie: Kurt Maetzig –, der im Sommer 1965 fertiggestellt war, wurde die bereits erteilte Aufführungserlaubnis wieder entzogen. Nach dem 11. Plenum des ZK der SED im Dezember 1965 wurde der Film verboten und erst im Dezember 1989 in der Akademie der Künste uraufgeführt. Die kritischen DEFA-Filmproduktionen des Jahres 1965 wurden von Sindermann als „Kaninchenfilme“ beschimpft.
1967 wurde er tschechoslowakischer Staatsbürger und trat 1968 dem tschechischen Schriftstellerverband bei. Nach dem Einmarsch der Warschauer-Pakt-Truppen in Prag übersiedelte er in die Bundesrepublik Deutschland. 1969 war er Gastdozent an der Universität Texas und erhielt den Andreas-Gryphius-Preis. 1971 wurde er Staatsbürger der Bundesrepublik Deutschland. 1971 erhielt er den Bayerischen Kunstförderpreis und 1977 den Jakob-Kaiser-Preis. Bieler lebte zuletzt in München; er hinterließ zwei Kinder.

## Buch-Veröffentlichungen
- Der Vogelherd. Erzählung. 1955
- Der Schuß auf die Kanzel oder Eigentum ist Diebstahl. Parodien. Eulenspiegel. Berlin 1958
- Zaza. Theaterstück. 1964/65
- Bonifaz oder Der Matrose in der Flasche. Roman. Aufbau. Berlin 1963
- Märchen und Zeitungen. Aufbau. Berlin 1966
- Drei Rosen aus Papier. Hörspiele. Reclam. Leipzig 1967
- Der junge Roth. Erzählungen. Biederstein. München 1968
- Maria Morzeck oder Das Kaninchen bin ich. Roman. Biederstein. München 1969
- Vater und Lehrer. Hörspiel. Reclam. Stuttgart 1970
- Der Passagier. Erzählung. Biederstein. München 1971. ISBN 3-7642-0147-9
- Der Hausaufsatz. Hörspiel. Reclam. Stuttgart 1974. ISBN 3-15-009713-4
- Mein kleines Evangelium. Herder. Freiburg 1974. ISBN 3-451-16985-1
- Der Mädchenkrieg. Roman. Hoffmann und Campe. Hamburg 1975. ISBN 3-455-00351-6
- Der Kanal. Roman. Knaus. Hamburg 1978. ISBN 3-8135-0508-1
- Ewig und drei Tage. Roman. Knaus. Hamburg 1980. ISBN 3-8135-0363-1
- Preußische Nacht. Knaus. Hamburg 1981. ISBN 3-8135-6661-7
- Der Bär. Roman. Hoffmann und Campe. Hamburg 1983. ISBN 3-455-00357-5
- Walhalla. Literarische Parodien. Hoffmann u. Campe. Hamburg 1988. ISBN 3-455-01905-6
- Still wie die Nacht. Memoiren eines Kindes. Hoffmann u. Campe. Hamburg 1989. ISBN 3-455-00358-3.
  - als Knaur Taschenbuch: München 1994, ISBN 3-426-60210-5.
- Naïda. Gesammelte Erzählungen. Hoffmann und Campe. Hamburg 1991. ISBN 3-455-00359-1
- Maria Morzeck oder Das Kaninchen bin ich. Roman. Jaron Verlag. Berlin 2024 ISBN 978-3-89773-979-6

## Hörspiele
Rundfunk der DDR
- 1958: Hochzeitsreise, Regie: Hans Knötzsch
- 1959: Ich bin nicht mein Bruder, Regie: Detlef Witte
- 1959: Achtung, Aufnahme! Band läuft... (Kinderhörspiel)
- 1960: Die achte Trübsal, Regie: Peter Brang[3]
- 1961: Die kleine Freiheit, Regie: Edgar Kaufmann
- 1962: Die linke Wand – Regie: Werner Grunow[4]
- 1962: Karriere eines Klaviers – Regie: Werner Grunow[5]
- 1962: Drei Rosen aus Papier – Regie: Werner Grunow[6]
- 1963: Das Hemd und der Rock – Regie: Helmut Hellstorff
- 1963: Nachtwache – Regie: Helmut Hellstorff[7]
- 1964: Ich frage... – Regie: Werner Grunow[8]

ARD und DRS
- Drei Rosen aus Papier (hr 1967)
- Die Elefanteninsel (NDR/SR 1967)
- Vater und Lehrer (NDR/BR/SFB/SR 1968)
- Missa (hr/RB/WDR 1969)
- Der letzte Penny (NDR 1969)
- Vater und Lehrer (DRS 1970)
- Jeronim (DRS 1971)
- Der Hausaufsatz (SR/SFB 1972)
- Zeit bringt Rosen (SDR 1972)
- Die Geschichte des Kanonikus (SDR/NDR/SFB 1973)
- Der Kommandant (hr/DLF 1973)
- De Hausaufsatz (DRS 1973)
- Drei Rose us Papier (DRS 1976)
- Neuhausener Sommernachtstraum (BR/WDR 1977)
- Die Nummer des Tages (BR/SR 1978)
- Das Duell: Willy und Lilly (BR 1985)
- Lilly und Willy (DRS 1990)

## Fernsehen und Filme
- Ich bin nicht mein Bruder, TV-Film, Regie: Bruno Kleberg, Deutscher Fernsehfunk 1960
- Die Hochzeitsreise, TV-Film, Regie: Wolfgang E. Struck, Deutscher Fernsehfunk 1960
- Drei Rosen aus Papier, TV-Film, Regie: Dimiter Dimitroff, Deutscher Fernsehfunk 1963
- Das Kaninchen bin ich, Spielfilm, Regie: Kurt Maetzig, DEFA 1965 (verboten), Uraufführung: 1990
- Arno i Jane, TV-Film, Regie: Mira Trailovic, CSSR 1967
- Drei Rosen aus Papier, TV-Film, Regie: Ulrich Lauterbach, hr 1967
- ...tot im Kanapu, Fernsehspiel, Regie: Rainer Wolffhardt, ZDF 1969
- Jana, TV-Film, Regie: Rolf Hädrich, 1970
- Die Person (nach Der junge Roth), TV-Film, Regie: Wolfgang Staudte, WDR 1970
- Willy und Lilly, Fernsehspiel, Regie: Franz Peter Wirth, ZDF 1971
- Das provisorische Leben, Fernsehspiel, Regie: Rainer Wolffhardt, 1971
- Auf Befehl erschossen – Die Brüder Sass, einst Berlins große Ganoven, TV-Film, Regie: Rainer Wolffhardt, ZDF 1972
- Wenn alle anderen fehlen, TV-Film, Regie: Fritz Umgelter, hr 1973
- Einladung zur Enthauptung, TV-Film nach Vladimir Nabokov, Regie: Horst G. Flick, ZDF 1973
- Der junge Roth, TV-Film, Regie: Rainer Wolffhardt, 1974
- Der Hausaufsatz, TV-Film, Regie: Peter Frötschl, NDR 1974
- Maria Morzeck, ein Mädchen aus Ostberlin, TV-Film, Szenarium: Johann Hendrich, Regie: Horst G. Flick, ZDF 1976
- Sonntagsgeschichten, TV-Film, Regie: Kurt Hoffmann, ZDF 1976
- Oblomows Liebe, TV-Film nach Iwan Alexandrowitsch Gontscharow, Regie: Claus Peter Witt, hr 1976
- Der Mädchenkrieg, Spielfilm, Regie:  Alf Brustellin, Bernhard Sinkel, 1977, TV-Erstsendung: ARD 1980
- Väter und Söhne, TV-Film nach Ivan Turgenev, Regie: Claus Peter Witt, 1978
- Am Südhang, TV-Film nach Eduard von Keyserling, Regie: Michael Verhoeven, ZDF 1980
- Preußische Nacht, TV-Film, Regie: Oswald Döpke, ZDF 1981
- Hell in Frauensee, TV-Film nach Vicki Baum, Regie: Wolfgang Panzer, SDR 1983
- Nebel im Fjord, TV-Film, Regie: Eberhard Itzenplitz, ZDF 1987